# Conosapium madagascariense
Conosapium madagascariense är en törelväxtart som beskrevs av Johannes Müller Argoviensis. Conosapium madagascariense ingår i släktet Conosapium och familjen törelväxter. Inga underarter finns listade i Catalogue of Life.